# تشوبيتس
تشوبيتس (باليابانية: ちょびっツ، بالروماجي: Chobittsu) هي مانغا يابانية تأليف كلامب للمانغا، نشرت المانغا من طرف كودانشا في مجلة يونغ الأسبوعية من عددها الـ43 في 2000 إلى العدد 48 في 2002، وجمعت في ثمان مجلدات. تم تحويل المانغا لاحقًا لمسلسل أنمي تلفزيوني عرض على TBS وأنماكس من أبريل إلى شتنبر 2002.

## القصة
الحلقات تحكي قصة هيدكي موتوسوا، الذي وجد بيرسكام أو كمبيوتر شخصي (personal computer - persocom) على شكل بشري ويستطيع الكلام اسمه تشي (تشوبيتس)، فبدؤوا بكشف الغموض عن حقيقة تشي معًا وأسئلة عن علاقة بين بشري تحول إلى كومبيوتر.
بدت المانغا كمرقد إنجليزي وبدأت بأخذ مكان بعد بضعت سنوات من إصدار تلك قصة، ومثل مرقد إنجليزي، هي تحكي عن علاقة بين إنسان تحول إلى ألة إلكترونية تشبه بشر.

## الشخصيات

### شخصيات رئيسية

#### هيدكي موتوسوا
الأداء الصوتي: توموكزو سوغيتا

#### تشي
الأداء الصوتي: ري تاناكا

## روابط خارجية
- تشوبيتس على موقع ANN manga (الإنجليزية)